# إيكاترينا إيفانوفنا
إيكاترينا إيفانوفنا من روسيا (20 أكتوبر 1691 - 14 يونيو 1733)؛ هي ابنة القيصر إيفان الخامس وبراسكوفيا سالتيكوفا، وأيضا هي الشقيقة الكبرى لإمبراطورة آنا وابنة شقيق بطرس الأكبر، وعند زواجها أصبحت دوقة مكلنبورغ شفيرين، وأيضا هي جدة الإمبراطور إيفان السادس.

## السيرة الذاتية
ولدت إيكاترينا في موسكو وعمدت في دير تشودوف، كان عرابينها هم عمها بطرس الأكبر وعمة ابيها الأميرة تاتيانا (ابنة القيصر ميخايل الأول)؛ كان ترتيبها الثالثة من خمس بنات لوالديها، ولكن مع وفاة شقيقاتها الأكبر سناً ماريا توفيت في ثلاثة من العمر وفيودوسيا توفيت وتبلغ العام فقط، مما تم اعتبارها الكبرى، وإما شقيقاتها الصغار آنا الإمبراطورة في المستقبل وبراسكوفيا، والدها القيصر توفي قبل بلوغها الخامسة من العمر.
يقال أنها كانت ابنة أمها المفضلة، أمضت إيكاترينا طفولتها مع والدتها عند أملاكها في إيزمايلوفو التي تعتبر مسقط رأس جدها أليكسي الأول، مثل شقيقاتها الصغرى، تلقت تعليماً غربياً: بحيث درست اللغة الألمانية والفرنسية والرقص وآداب سلوك، كانت أكثر القدرة على تعلم من بين شقيقاتها، وفي 1708 انتقلت العائلة إلى سان بطرسبورغ.
تم وصف إيكاترينا بأنها قصيرة، ذات شعر داكن، ووجه شاحب جميل، وأيضا كانت اجتماعية ومشهورة بجمالها وشخصيتها الاجتماعية.

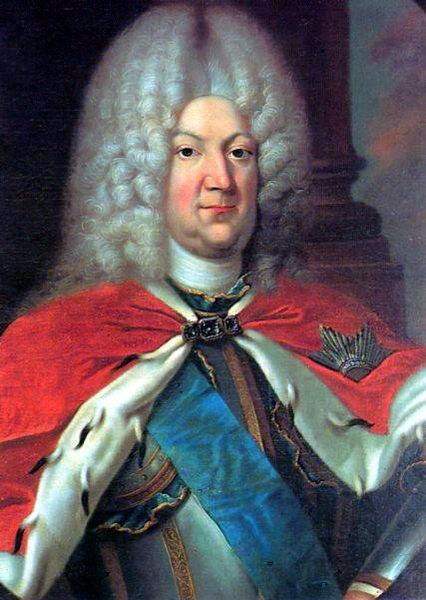
زوجها كارل ليوبولد

بناء على طلب عمها بطرس الأكبر أصبحت متزوجة في 19 أبريل 1716 في دانزيغ من كارل ليوبولد دوق مكلنبورغ-شفيرين؛ في البداية تم اقترح على شقيقتها آنا (التي كانت في ذاك الوقت دوقة كورلاند الأرملة)، ولكن بطرس اختار إيكاترينا لتكون عروسه، خلق هذا الزواج تحالفاً سياسياً بين مكلنبورغ وروسيا ضد الإمبراطورية السويدية، بحيث كان مفيداً لبطرس لأنه أراد ميناء مكلنبورغ لإيواء أسطوله البحري وأيضا وفقاً لشروط الزواج وافق الزوج على أن تبقى زوجته على مذهبها الأرثوذكسي، وأن يدفع لها 6,000 تالر سنوياً، وفي المقابل سيساعد بطرس الدوق على غزو بلدة فيسمار، كان كارل ليوبولد قبل زواجه من إيكاترينا متزوجاً من سيدتين قبلها في أقل من أربعة سنوات فشلت كلتا السيدتين في إنجاب الوريث، ومع ذلك استطعت إيكاترينا أن تنجب له ابناً حياً ولكن هذا المولود كان بنتاً إليزابيث كاثرين كريستينه في 18 ديسمبر 1718، وأيضا أصبحت حاملاً مرة أخرى في 1721 ولكنه انجبت طفلاً ميتاً.
كان الزواج غير سعيد بسبب إساءة كارل ليوبولد لها، مما أدى إلى فرارها بصبحة ابنتها الوحيدة إليزابيث في 1722 إلى بلاط عمها بطرس الأكبر، ولم يتم الطلاق بينهما أبداً ومع ذلك لم يروا بعضهم مرةً أُخرى.
بعد وفاة بطرس الثاني المفاجئة في 1730، اعتبر مجلس الملكة الأعلى إيكاترينا كمرشحة محتملة للعرش الروسي باعتبارها الابنة الكبرى للقيصر إيفان الخامس، ولكن بسبب الخوف من اكتساب زوجها النفوذ في روسيا، وأيضا طبيعتها المستقلة والمتقلبة وغيرها أدى إلى تمرير العرش إلى شقيقتها الصغرى دوقة كورلاند الأرملة لأنها باعتبارهم سهلة الانقياد.
شاركت إيكاترينا في أحداث 30 مارس 1730 عندما وصلت مجموعة من النبلاء وبينهم العديد من الضباط الحرس إلى القصر الإمبراطوري وذلك لالتماس الطلب في إعادة تشكيل الحكومة، وعلى الرغم من تردد آنا، إلا أن إيكاترينا أُجبرتها على التوقيع العريضة.

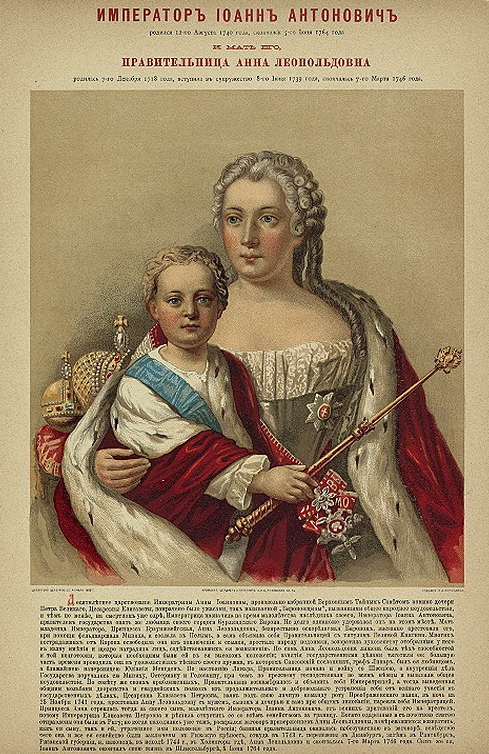
ابنتها آنا ليوبولدوفنا وحفيدها الإمبراطور إيفان السادس أثناء الحكم في 1740.

بقت إيكاترينا في بلاط الصغير الذي اعتبر واحد من أُولى مسارح الروسية مع أقنان الممثليين، وأيضا قيل أنها كانت تعيش سراً مع الضابط بحري الذي تم نفيه لاحقاً بعد وفاتها نحو أورال بسبب مشاركته بكلام غير لائق حول الأميرة.
وأيضا ايكاترينا كانت حاضرة في 12 مايو 1733 أثناء اعتناق ابنتها المذهب الأرثوذكسي مما جعلها مقبولة كوريثة للعرش، توفيت إيكاترينا بعدها بشهر واحد ودفنت بجوار والدتها في كنيسة البشارة.